# 吴官正
吴官正（1938年10月18日—），江西余干人，中国共产党和中华人民共和国政治人物，原正国级领导人。清华大学动力系毕业。1980年代曾任中国中部主要城市武汉市市长，1986年调江西省任省长，此后在江西工作11年，以省委书记一职离任。1997年调任另一重要省份山东任省委书记并当选为中共中央政治局委员，成为中国共产党领导人之一。2002年在中共十六大上出任中国共产党中央纪律检查委员会書記。他是中共党内少有的没有明显派系的人物，但与各主要派系关系都很好，他是胡锦涛同校同届的校友，也是曾庆红的同乡，因而作为中间派人士被各派接受为中纪委的负责人。2007年10月，吴官正在中共十七届一中全会后卸任中共中央政治局常委和中央纪委书记。

## 生平

### 早年生涯
1947年至1953年就读于江西省上饶专区余干县乌泥镇乌泥小学。1953年至1956年就读于江西省余干中学。1956年至1959年就读于江西省鄱阳中学。
1959年至1965年在清华大学动力系热工测量及自动控制专业学习，任团支部书记。1965年至1968年为清华大学动力系热工测量及自动控制专业研究生、党支部副书记。
1968年至1975年任湖北省武汉市葛店化工厂技术员、厂技术科副科长、车间主任、厂党委委员、厂革委会副主任。1975年至1982年任湖北省武汉市科委副主任、党组成员、市科协副主席、党组成员、市革新改造挖潜指挥部副指挥长兼办公室主任，市工程科技中心主任、党委书记。
1982年至1983年任武汉市委常委。1983年至1986年任武汉市委书记（时设第一书记）、市长。

### 地方工作
1986年至1995年，吴官正任江西省委副书记、副省长、代省长、省长。1995年4月至1997年4月任江西省委书记。
1997年4月至2002年11月任中共中央政治局委员、山东省委书记、省委党校校长。

### 进入中央纪委
2002年11月15日，吴官正在中共十六届一中全会上当选中共中央政治局常委（排名第七），进入最高领导层，并接替尉健行出任中共中央纪委书记。吴官正在其中纪委工作后期，在胡温的支持下，着力推动了反腐败体制改革，实现了纪委的垂直管理，推动了国土资源系统等政府部门的垂直管理，并建立了中央巡视制度。任上查处了上海社保基金挪用案等重大案件，查办上海市委书记陈良宇、国家食品药品监督管理局局长郑筱萸等官员。
2007年10月22日，69岁的吴官正因为年龄原因在中共十七届一中全会后卸任中共中央政治局常委和中央纪委书记退休，其中共中央纪委书记一职由时任中共中央组织部部长贺国强接任。吴官正在离任时感慨：“面对严峻腐败、消极情况、积重难返的问题，我给自己仅能打59分，不及格。”并对其未能推行的干部财产收入申报公开机制；现行纪委、监察部组织架构和隶属关系的改革；官员公款消费禁令的三事抱憾。

## 家庭
- 妻子：张锦裳。[1]
  - 长子：吴祖华。曾任青岛天逸海湾置业有限公司董事长，後在青島被暗殺。而青島天逸海灣在2007年12月1日以21.7億元將公司全部股份賣給中央企業中糧集團及北京中融世紀投資顧問有限公司。[6][7][8][9][10]
  - 次子：吴少华。1964年4月出生，1999年中央黨校函授學院經濟管理專業[11]，現任中國光大集團股份公司執行董事、副總經理、黨委委員。
  - 孫輩: Yujiang Wu[12]

### 長子被謀殺
維基解密公佈了一份美國駐上海領事館在2007年10月5日發往美國華府的電報，標題為「南京學者對中國政治暴力的看法」。電報中說，南京大學顾肃教授表示，據他在北京市公安局工作的親戚透露，吳官正的長子在2007年1月被謀殺。他當時去山東青島出差，為其所工作的一家國企簽訂合約。他的屍體據說三天後才在酒店客房內被發現。青島市公安局的官員告訴顾肃的親戚，吳官正的長子是被謀殺，並且稱這罪犯來自北京。顾肃教授的親戚表示，吳官正任職期間樹敵太多，可能是這些領導人下達了謀殺吳官正兒子的命令，以示警告。顾肃說，吳官正因為兒子被謀殺一事受到巨大的打擊，他在政治局的一次會議上說，他的兒子死於他對腐敗的調查工作，並表示：「我的兒子為了我的政治事業而犧牲。」

## 著作
- 《正道直行》，党风廉政建设的实践与思考，2008年人民出版社
- 《汉水横冲》，武汉城市改革的实践与思考，2008年人民出版社
- 《民贵泰山》，山东改革发展稳定的实践与思考，2010年人民出版社
- 《闲来笔潭》，2013年人民出版社出版，是一系列回忆、随笔、攻文、杂记、小说、对谈等多种体裁形式文章的合集。[15]